# Reserva natural de Barsa-Kelmes
La reserva natural de Barsa Kelmes ( kazajo : Reserva natural estatal de Barsakelmes , Barsakelmes memlekettik tabiǵi qoryǵy ) es un refugio de vida silvestre en la antigua isla de Barsa-Kelmes en la provincia de Kyzylorda de Kazajistán , en Asia Central .
Fue fundada en 1939. La isla en la que se encuentra la reserva se encuentra en el Mar de Aral. Su territorio es de alrededor de 300 kilómetros cuadrados. Unas 250 especies de plantas constituyen su flora. Su fauna cuenta con 56 especies de animales e incluye, entre otros, el asno salvaje de Transcaspio (Equus hemionus kulan) , la gacela bocio (Gazella subgutturosa), el zorro corsac (Vulpes corsac) y el lobo euroasiático (Canis lupus lupus). Hay 203 especies de aves en el área.
- Datos: Q649007
- Multimedia: Cold Winter Deserts of Turan / Q649007